# Kvarnhustjärnen, Jämtland
Kvarnhustjärnen är en sjö i Åre kommun i Jämtland och ingår i Indalsälvens huvudavrinningsområde. Sjön har en area på 0,0968 kvadratkilometer och ligger 547,4 meter över havet.

## Delavrinningsområde
Kvarnhustjärnen ingår i det delavrinningsområde (702981-134664) som SMHI kallar för Mynnar i Gevsjön. Medelhöjden är 601 meter över havet och ytan är 21,57 kvadratkilometer. Det finns inga avrinningsområden uppströms utan avrinningsområdet är högsta punkten. Lillån som avvattnar avrinningsområdet har biflödesordning 3, vilket innebär att vattnet flödar genom totalt 3 vattendrag innan det når havet efter 355 kilometer. Avrinningsområdet består mestadels av skog (87 procent). Avrinningsområdet har 0,23 kvadratkilometer vattenytor vilket ger det en sjöprocent på 1,1 procent.